# شهرستان مینگو (ویرجینیای غربی)
شهرستان مینگو، ویرجینیای غربی (به انگلیسی: Mingo County, West Virginia) یک سکونتگاه مسکونی در ایالات متحده آمریکا است که در ویرجینیای غربی واقع شده‌است.

## خصوصیات
شهرستان مینگو ۱٬۰۹۸٫۱۶ کیلومترمربع مساحت دارد.